# Vlag van Mayotte

Vlag van Mayotte (ratio 2:3)

De vlag van Mayotte is de Franse driekleur. De Franse vlag is dus de officiële vlag volgens het tweede artikel van de grondwet.
De departementsraad wappert met een vlag bestaande uit het wapen van het departement op een wit veld met de woorden "DÉPARTEMENT DE MAYOTTE".
De vorige vlag bestaat uit een wit veld met het wapen van het departement onder de inscriptie "MAYOTTE" in rode hoofdletters.
|  |  |

De Comoren claimen de eilandengroep Mayotte en hebben in de Comorese vlag een baan aan Mayotte opgedragen.